# Trotopera
Trotopera is een geslacht van vlinders van de familie spanners (Geometridae), uit de onderfamilie Ennominae.

## Soorten
- T. arrhapa Druce, 1891
- T. maranharia Felder, 1875
- T. olivifera Prout, 1933